# 松島國際都市
松島國際都市（：／ Songdo Gukje Dosi ?）是在韩国仁川广域市延壽區松島洞內一个面积为15,000英亩的人工岛屿上兴建的国际中央商务区。人工岛在仁川海岸线通过填海造地的方式建造。松島國際都市位在首尔西部40英里，距离仁川国际机场7.4英里，中间有仁川大桥连接。松島國際都市与永宗岛和青萝构成仁川自由经济区。
松島國際都市的标志性建筑包括东北亚贸易大厦和102仁川塔。另外除了学校、医院、公寓和办公楼外，商务区还建有模仿纽约中央公园的中心公园─松島中央公園和意大利威尼斯水城的水道。整个工程耗时10年，总投资达400亿美元，是韩国有史以来规模最大的投资。
松島國際都市由KPF设计，是李明博总统倡导绿色、低碳发展的一部分。松島國際都市是可持续发展的城市，绿地覆盖率达40%。城市主要建筑都达到或超过LEED环保标准。